# Team Lotto NL-Jumbo/Saison 2015
Diese Liste beschreibt die Mannschaft und die Erfolge des Radsportteams Team Lotto NL-Jumbo in der Saison 2015.

## Saison 2015

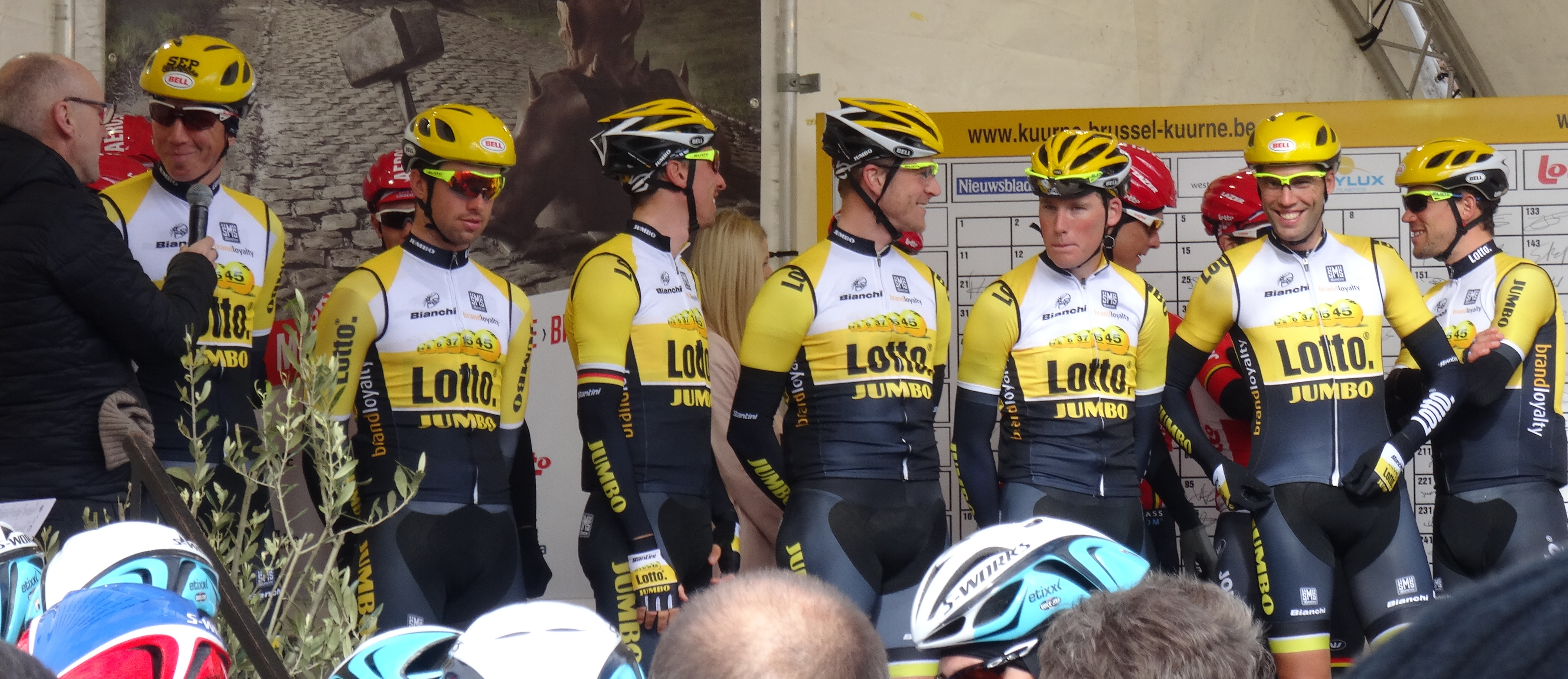
Mannschaftsfoto (2015)

### Erfolge in der UCI World Tour
| Datum      | Rennen                     | Fahrer            |
| ---------- | -------------------------- | ----------------- |
| 13. August | 4. Etappe Eneco Tour (EZF) | Jos van Emden     |
| 28. August | 7. Etappe Vuelta a España  | Bert-Jan Lindeman |

### Erfolge in der UCI Europe Tour
| Datum      | Rennen                                           | Kat. | Fahrer          |
| ---------- | ------------------------------------------------ | ---- | --------------- |
| 2. Mai     | 2. Etappe Tour de Yorkshire                      | 2.1  | Moreno Hofland  |
| 20. Juni   | 3. Etappe Ster ZLM Toer                          | 2.1  | Moreno Hofland  |
| 24. Juni   | Niederländische Meisterschaft – Einzelzeitfahren | CN   | Wilco Kelderman |
| 11. August | Prolog Tour de l’Ain (EZF)                       | 2.1  | Mike Teunissen  |

### Abgänge – Zugänge
| Zugänge                       | Team 2014                    | Abgänge              | Team 2015                     |
| ----------------------------- | ---------------------------- | -------------------- | ----------------------------- |
| George Bennett                | Cannondale                   | Lars Boom            | Astana Pro Team               |
| Kevin De Weert                | Omega Pharma-Quick Step      | Stef Clement         | IAM Cycling                   |
| Brian Bulgaç                  | Team Giant-Shimano           | David Tanner         | IAM Cycling                   |
| Tom Van Asbroeck              | Topsport Vlaanderen-Baloise  | Lars Petter Nordhaug | Team Sky                      |
| Bertjan Lindeman              | Rabobank Development Team    | Bauke Mollema        | Trek Factory Racing           |
| Timo Roosen                   | Rabobank Development Team    | Jonathan Hivert      | Bretagne-Séché Environnement  |
| Mike Teunissen                | Rabobank Development Team    | Graeme Brown         | Drapac Professional Cycling   |
| Dennis van Winden (ab 04.05.) | Synergy Baku Cycling Project | Theo Bos             | MTN-Qhubeka                   |
|                               |                              | Jetse Bol            | Cyclingteam Join’s – De Rijke |
|                               |                              | Dennis van Winden    | Synergy Baku Cycling Project  |
|                               |                              | Jack Bobridge        | Team Budget Forklifts         |
|                               |                              | Juan Manuel Gárate   | Karriereende                  |

### Mannschaft
| Name                | Geburtstag         | Nationalität |              |
| ------------------- | ------------------ | ------------ | ------------ |
| George Bennett      | 7. April 1990      | Neuseeland   |              |
| Brian Bulgaç        | 7. April 1988      | Niederlande  |              |
| Laurens ten Dam     | 13. November 1980  | Niederlande  |              |
| Kevin De Weert      | 27. Mai 1982       | Belgien      |              |
| Jos van Emden       | 18. Februar 1985   | Niederlande  |              |
| Rick Flens          | 11. April 1983     | Niederlande  |              |
| Robert Gesink       | 31. Mai 1986       | Niederlande  |              |
| Marc Goos           | 30. November 1990  | Niederlande  |              |
| Moreno Hofland      | 31. August 1991    | Niederlande  |              |
| Martijn Keizer      | 25. März 1988      | Niederlande  |              |
| Wilco Kelderman     | 25. März 1991      | Niederlande  |              |
| Steven Kruijswijk   | 7. Juni 1987       | Niederlande  |              |
| Tom Leezer          | 26. Dezember 1985  | Niederlande  |              |
| Nicky van der Lijke | 23. September 1991 | Niederlande  |              |
| Bertjan Lindeman    | 16. Juni 1989      | Niederlande  |              |
| Barry Markus        | 17. Juli 1991      | Niederlande  |              |
| Paul Martens        | 26. Oktober 1983   | Deutschland  |              |
| Timo Roosen         | 11. Januar 1993    | Niederlande  |              |
| Bram Tankink        | 3. Dezember 1978   | Niederlande  |              |
| Mike Teunissen      | 25. August 1992    | Niederlande  |              |
| Maarten Tjallingii  | 5. November 1977   | Niederlande  |              |
| Tom Van Asbroeck    | 19. April 1990     | Belgien      |              |
| Sep Vanmarcke       | 28. Juli 1988      | Belgien      |              |
| Robert Wagner       | 17. April 1983     | Deutschland  |              |
| Dennis van Winden   | 2. Dezember 1987   | Niederlande  |              |
| Maarten Wynants     | 13. Mai 1982       | Belgien      |              |
| Stagiaires          | Stagiaires         | Nationalität | Nationalität |
| Koen Bouwman        | Koen Bouwman       | Niederlande  |              |
| Twan Castelijns     | Twan Castelijns    | Niederlande  |              |
| Steven Lammertink   | Steven Lammertink  | Niederlande  |              |